# Christoph Spycher
Christoph Spycher  (Wolhusen, 30 de març de 1978) és un futbolista suís. Va començar com a futbolista al FC Sternenberg i el 2010 va començar a jugar com a defensa al BSC Young Boys. Va acomiadar-se del club el 18 de maig de 2014, amb la victòria per 2-0 contra el FC St. Gallen.
Amb la selecció suïssa ha participat en la Copa del Món del 2006 i a les Eurocopes de 2004 i 2008.